# Valea Făgetului, Alba
Valea Făgetului (în trecut Valea Secăturii) este un sat în comuna Râmeț din județul Alba, Transilvania, România.